# Julius Seljamaa

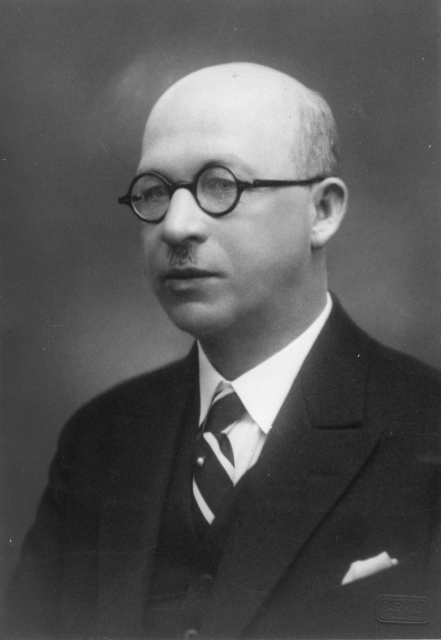
Julius Seljamaa (undatierte Aufnahme)

Julius Friedrich Seljamaa (* 27. Märzjul. / 8. April 1883greg. in Sindi, Gouvernement Livland; † 17. Juni 1936 in Tallinn, Republik Estland) war ein estnischer Politiker, Diplomat und Journalist. Er war von Oktober 1933 bis Juni 1936 Außenminister der Republik Estland.

## Frühe Jahre
Julius Friedrich Seljamaa wurde als Sohn eines Webers geboren. Er besuchte von 1890 bis 1897 die Grundschule in Sindi.
Seljamaa studierte von 1899 bis 1902 am Lehrerseminar der livländischen Hauptstadt Riga. Von 1902 bis 1909 war er Lehrer und ab 1905 Direktor an einer Lehranstalt in Taali (heute Landgemeinde Tori), von 1909 bis 1914 an einer Schule in Rakvere.
1914 zog Seljamaa nach Sankt Petersburg, wo er im folgenden Jahr sein Abitur machte. In der russischen Hauptstadt studierte er von 1915 bis 1918 Rechtswissenschaft. In Petersburg war er auch als Journalist bei der kleinbürgerlichen estnischsprachigen Tageszeitung Pealinna teataja („Hauptstadtanzeiger“) tätig. Seljamaa war als Journalist an der 4. Staatsduma akkreditiert.

## Politiker und Journalist
Nach der Februarrevolution engagierte er sich politisch. 1917 war er führendes Mitglied der „Union Estnischer Republikaner“ (Eesti Vabariiklaste Liit). Im selben Jahr wurde Seljamaa als Abgeordneter in den Provisorischen Landtag des Gouvernements Estland gewählt. Er gehörte auch der Allrussischen konstituierende Versammlung (Всероссийское Учредительное собрание) an.
Seljamaa war nach Ausrufung der estnischen Unabhängigkeit im Februar 1918 gemeinsam mit Johan Laidoner offizieller Vertreter der Provisorischen Regierung Estlands in Sowjetrussland. Gleichzeitig war er Russland-Korrespondent der Zeitung Eesti Päevaleht.
Von 1918 bis 1921 war Seljamaa sowohl als Journalist als auch als Diplomat tätig. Er nahm ab Ende 1919 an den Verhandlungen zum Friedensvertrag von Tartu teil. Der Friedensschluss vom 2. Februar 1920 markierte das Ende des Estnischen Freiheitskriegs zwischen der Republik Estland und Sowjetrussland.
Seljamaa war einer der Mitbegründer der Estnischen Arbeitspartei (Eesti Tööerakond). Er gehörte sowohl der verfassungsgebenden Versammlung der Republik Estland (Asutav Kogu) wie auch der ersten Legislaturperiode des estnischen Parlaments (Riigikogu) an. Bis 1921 war Seljamaa Chefredakteur der estnischen Zeitung Vaba Maa („Freies Land“), einer der wichtigsten Tageszeitungen im Estland der Zwischenkriegszeit.

## Diplomat
Anschließend machte Seljamaa Karriere auf diplomatischen Spitzenposten der Republik Estland. Von Januar 1922 bis Mai 1928 war er estnischer Gesandter in Lettland, 1925/26 im litauischen Kaunas und von Mai 1928 bis 1933 in der Sowjetunion.
Von Oktober 1933 bis kurz vor seinem Tod im Juni 1936 war Seljamaa im Kabinett von Staats- und Regierungschef Konstantin Päts estnischer Außenminister. Er galt als zurückhaltend, sachlich und vorsichtig in allen öffentlichen Äußerungen. Zeitgenossen beschrieben ihn als gewissenhaften Aktenarbeiter. Er war überzeugter Anhänger des Cordon sanitaire, einer starken Pufferzone zwischen den Westmächten und der Sowjetunion, und trat auch deswegen für einen polnisch-litauischen Ausgleich ein.
Seljamaa wurde Anfang Juni als estnischer Gesandter bei der italienischen Regierung (sowie in Österreich und Ungarn) nominiert. Er starb noch vor Übergabe seines Beglaubigungsschreibens mit 53 Jahren in Tallinn an Krebs. Julius Seljamaa liegt auf dem Rahumäe-Friedhof in Tallinn begraben.

## Privatleben
Julius Seljamaa war mit Anna Maria Pütt (1892–1989) verheiratet. Das Paar hatte einen Sohn und eine Tochter.